# Ewose
Ewose ist eine kleine unbewohnte Insel in der Provinz Shefa von Vanuatu im Pazifischen Ozean.

## Geografie
Die Insel Ewose liegt 2,2 km vor der Südwestküste der Insel Tongoa und gehört zum Archipel der Shepherd-Inseln. Die Insel ist 2,5 km mal 0,5 km groß. Die Höhe des Geländes über dem Meeresspiegel beträgt 319 Meter.